# História da Região Nordeste do Brasil

## Período Pré-cabralino
O Nordeste é habitado desde a era pré-histórica pelos povos indígenas do Brasil, como indicam os importantes sítios arqueológicos da Pedra do Ingá e Pedra Furada.

## Descobrimento do Brasil

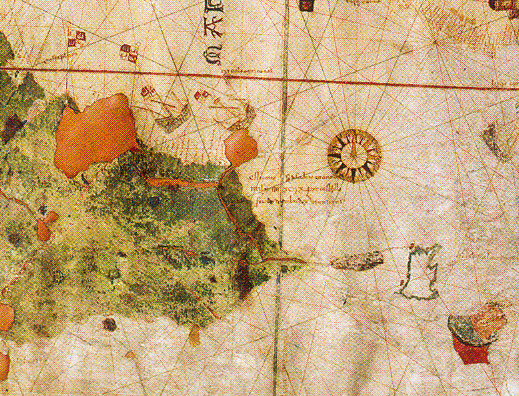
O nordeste da América do Sul no Mapa de Juan de la Cosa (1500), mais antiga carta náutica em que o Brasil está representado. A leste do Cabo de Santo Agostinho aparece, desconectada do continente, a Ilha de Vera Cruz (Ysla descubierta por portugal).

A historiografia luso-brasileira considera como "Descobrimento do Brasil" a chegada, em 22 de abril de 1500, da frota comandada por Pedro Álvares Cabral ao território denominado Ilha de Vera Cruz (terras que hoje compõem o território do Brasil). Tal descoberta faz parte dos descobrimentos portugueses. A navegação de navios castelhanos antes de Cabral não produziu consequências. A chegada de Vicente Yáñez Pinzón ao Brasil alguns meses antes de Cabral pode ser vista como um simples incidente da expansão marítima espanhola.
A nomenclatura deste evento histórico considera o ponto de vista dos povos do chamado "Velho Mundo", que tinham registros na forma de História (escrita), e portanto se trata de uma concepção de História eurocentrada. Marca-se então o início de uma colonização portuguesa em territórios que posteriormente formaram o Brasil, por uma construção social, mais especificamente política.

## Período Colonial
No início da colonização os indígenas realizavam trocas comerciais com europeus, na forma de extração do pau-brasil em troca de outros itens. Mas ao longo do período de colonização eles foram incorporados ao domínio europeu ou eliminados, devido às constantes disputas contra os senhores de engenhos.
Foi no litoral nordestino que se deu início a primeira atividade econômica do país, a extração do pau-brasil (ou pau-de-pernambuco). Países como a França, que não concordavam com o Tratado de Tordesilhas, realizavam constantes ataques ao litoral com o objetivo de contrabandear madeira para a Europa.

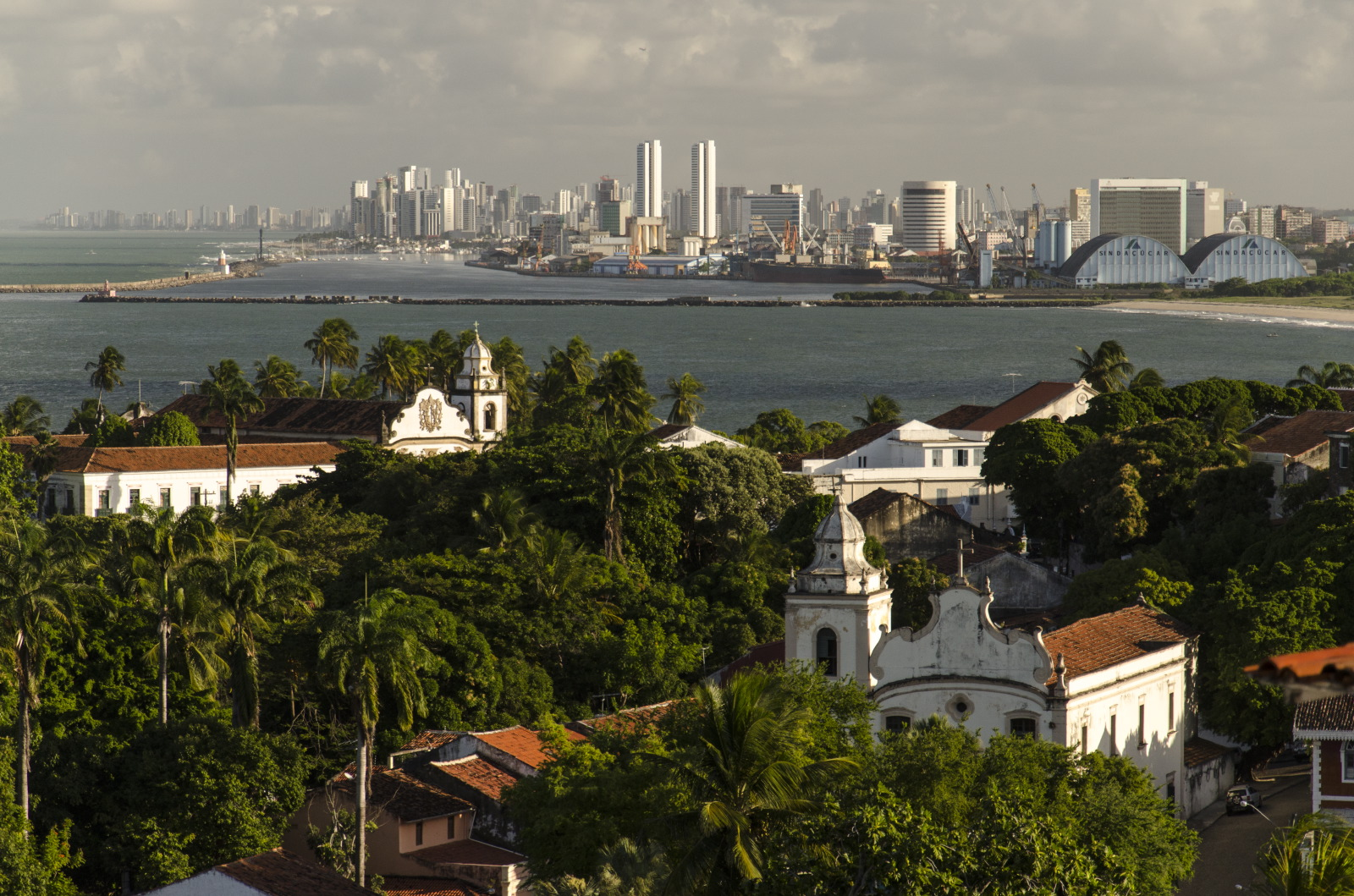
Olinda é a mais antiga entre as cidades brasileiras declaradas Patrimônio Cultural da Humanidade.

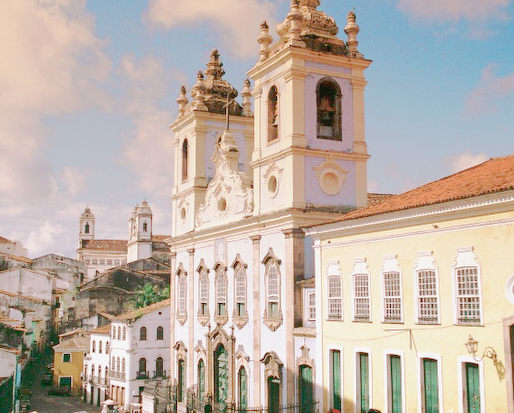
O Pelourinho, em Salvador, Bahia. A Cidade do São Salvador da Bahia de Todos os Santos foi capital e sede da administração colonial do Brasil entre 1549 e 1763.

Brasil em 1709. Pernambuco foi a mais rica capitania do Brasil Colônia.

A costa norte do atual estado do Maranhão foi invadida pela França, na chamada França Equinocial. Os colonos franceses fundaram um povoado denominado de "Saint Louis" (atual São Luís), em homenagem ao soberano, Luís XIII de França. Cientes da presença francesa na região, os portugueses reuniram tropas a partir da Capitania de Pernambuco, sob o comando de Alexandre de Moura. As operações militares culminaram com a capitulação francesa em fins de 1615.
Em 1630, a Capitania de Pernambuco foi invadida pela Companhia Holandesa das Índias Ocidentais (West Indische Compagnie). Por ocasião da União Ibérica (1580 a 1640) a República Holandesa, antes dominada pela Espanha e depois de conseguir sua independência, necessitava continuar seus negócios de distribuição de açúcar. Antes os portugueses vendiam-lhes suas produções e os holandeses distribuíam pela Europa, mas com a União Ibérica, tal suprimento foi rompido pela beligerância entre Espanha e Holanda.
Em 26 de dezembro de 1629 partia de São Vicente, Cabo Verde, uma esquadra com 66 embarcações e 7.280 homens em direção a Pernambuco. Os holandeses, desembarcando na praia de Pau Amarelo, conquistam a capitania de Pernambuco em fevereiro de 1630 e estabelecem a colônia Nova Holanda. A frágil resistência portuguesa na passagem do Rio Doce, invadiu sem grandes contratempos Olinda e derrotou a pequena, porém aguerrida, guarnição do forte (que depois passaria a ser chamado de Brum), porta de entrada para o Recife através do istmo que ligava as duas cidades.
O Recife, conhecido como Mauritsstad (Cidade Maurícia), foi a capital do Brasil Holandês, tendo sido governada na maior parte do tempo pelo conde alemão a serviço da Coroa dos Países Baixos Maurício de Nassau. Neste período, Recife era mais urbanizada cidade do continente americano. O império holandês nas Américas era composto na época por uma cadeia de fortalezas que iam do Ceará à embocadura do rio São Francisco, ao sul de Alagoas. Os holandeses também possuíam uma série de feitorias na Guiné e Angola, situadas no outro lado do Atlântico, o que lhes dava controle sobre o açúcar e o tráfico negreiro, administradas pela Companhia das Índias Ocidentais.

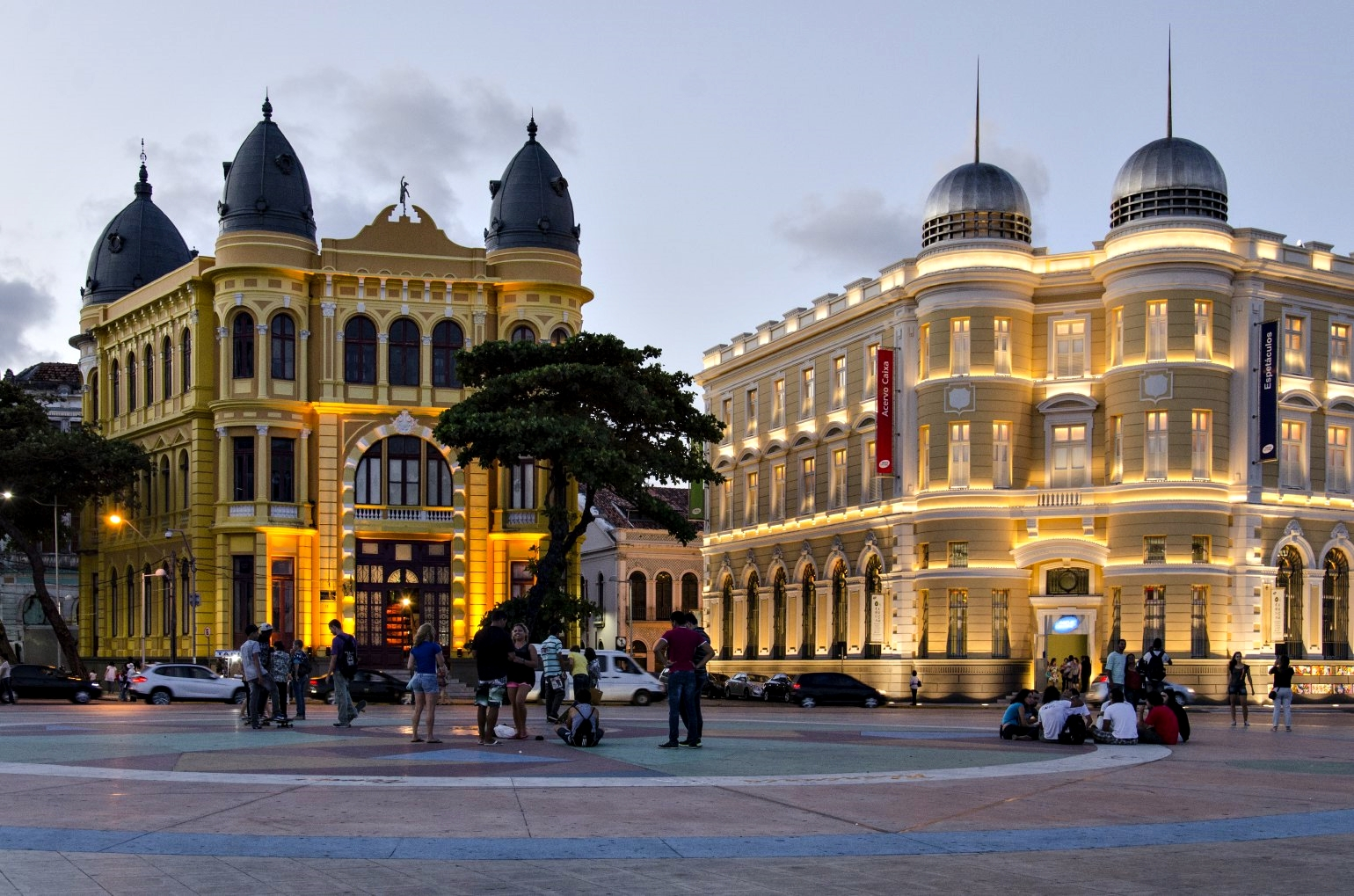
Recife, em Pernambuco, foi considerada a mais próspera e urbanizada cidade da América durante o governo de Maurício de Nassau.

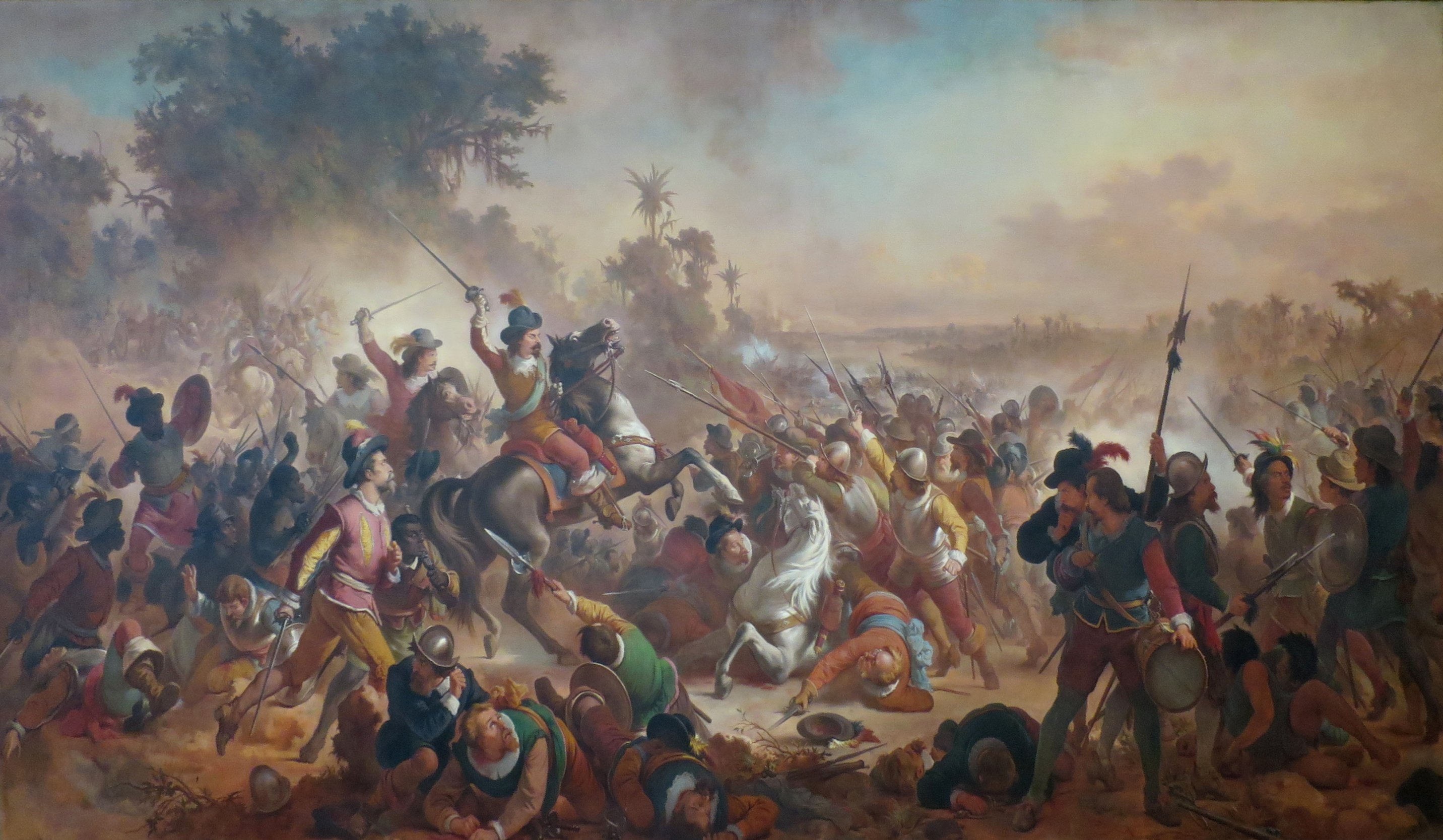
As Batalhas dos Guararapes, episódios decisivos na Insurreição Pernambucana, são consideradas a origem do Exército Brasileiro.

O conde desembarcou na Nieuw Holland, a Nova Holanda, em 1637, acompanhado por uma equipe de arquitetos e engenheiros. Nesse ponto começa a construção de Mauritsstad, que foi dotada de pontes, diques e canais para vencer as condições geográficas locais. O arquiteto Pieter Post foi o responsável pelo traçado da nova cidade e de edifícios como o palácio de Freeburg, sede do poder de Nassau na Nova Holanda, e do prédio do observatório astronômico, tido como o primeiro do Novo Mundo. Em 28 de fevereiro de 1644 o Recife (atualmente o Bairro do Recife) foi ligado à Cidade Maurícia com a construção da primeira ponte da América Latina.
Maurício de Nassau realizou uma política de tolerância religiosa frente aos católicos e calvinistas. Além disso, permitiu a migração de judeus ao Recife, que passou a abrigar a maior comunidade judaica de todo o continente, e a criação de uma sinagoga, a Kahal Zur Israel, inaugurada em 1642 e considerada o primeiro templo judaico das Américas.
Por diversos motivos, sendo um dos mais importantes a exoneração de Maurício de Nassau do governo da capitania pela Companhia Holandesa das Índias Ocidentais, o povo de Pernambuco se rebelou contra o governo, juntando-se à fraca resistência ainda existente, num movimento denominado Insurreição Pernambucana. Com a chegada gradativa de reforços portugueses, os holandeses por fim foram expulsos em 1654, na segunda Batalha dos Guararapes, considerada a origem do Exército brasileiro.
Durante o período colonial, no século XVI, a resistência quilombola se iniciou no Brasil, com a fuga de escravos para o Quilombo dos Palmares, na região da serra da Barriga, atual território de Alagoas. Nos vários mocambos palmarinos chegaram a reunir-se mais de vinte mil pessoas. Em 1694 o Macaco, "capital" de Palmares, foi tomado e destruído, e Zumbi dos Palmares foi capturado e teve sua cabeça degolada e exposta em praça pública no Recife.
A cidade de Salvador foi a primeira sede do governo-geral no Brasil, pois estava estrategicamente localizada em um ponto médio do litoral. O governo-geral foi uma tentativa de centralização do poder para auxiliar as capitanias, que estavam passando por um momento de crise.

## Fundação das capitais

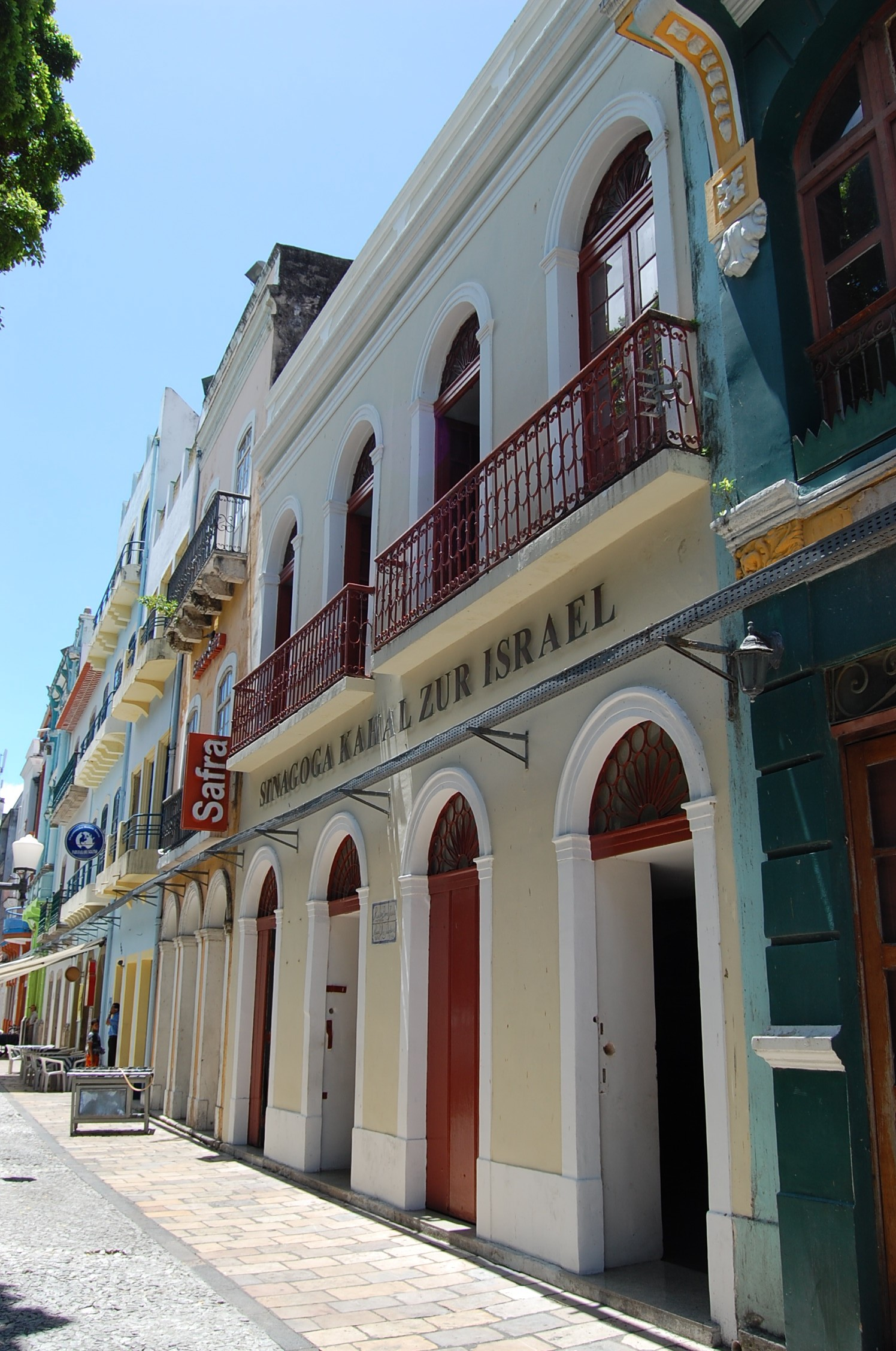
A Kahal Zur Israel, no Recife, foi a primeira sinagoga do continente americano.

As datas de fundação das capitais nordestinas são:
| Capital     | Data de fundação                  |
| ----------- | --------------------------------- |
| Recife      | 12 de março de 1537 (488 anos)    |
| Salvador    | 29 de março de 1549 (476 anos)    |
| João Pessoa | 5 de agosto de 1585 (439 anos)    |
| Natal       | 25 de dezembro de 1599 (425 anos) |
| São Luís    | 8 de setembro de 1612 (412 anos)  |
| Fortaleza   | 13 de abril de 1726 (299 anos)    |
| Maceió      | 5 de dezembro de 1815 (209 anos)  |
| Teresina    | 16 de agosto de 1852 (172 anos)   |
| Aracaju     | 17 de março de 1855 (170 anos)    |

## Principais acontecimentos por século
- XVI: A região se torna a exportadora de açúcar.
- XVII: A região passa a dominar também a pecuária brasileira. Domínio dos holandeses na Nova Holanda.
- XVIII: Declínio da indústria açucareira nordestina devido à competição caribenha. A criação de gado expande no Sertão para servir principalmente as Minas Gerais.
- XIX: Renascimento econômico da região costeira nordestina durante o período regencial e imperial. Secas memoráveis.
- XX: Durante o final dos anos 60s e o início dos anos 70s a região conhece o auge de sua decadência, provocada por vários golpes geopolíticos externos e internos que começam no século anterior e se estendem ao século posterior como resultantes, afinal era preciso manter a região pobre para que esta viesse a exportar mão de obra barata para outras regiões e assim sustentar a industrialização das mesmas. Para além disso correu riscos militares para captar dinheiro dos Acordos de Washington, enviou soldados da borracha ao extremo oeste do país e pracinhas ao front
- XXI: A economia do Nordeste volta a ganhar fôlego.[carece de fontes?]